# Hans-Dieter Karras
Hans-Dieter Karras (* 1. November 1959 in Jena) ist ein deutscher Kirchenmusiker, Komponist und Organist.

## Ausbildung
Karras begann seine Orgelstudien bei Karl Frotscher und Herbert Collum in Dresden. Anschließend studierte er Komposition und Orchesterleitung (bei Manfred Weiss, Karl-Rudi Griesbach und Siegfried Kurz) an der Hochschule für Musik „Carl Maria von Weber“ Dresden. 
Nach seiner Übersiedlung in die Bundesrepublik Deutschland im Jahr 1978 studierte er Kirchenmusik an der Hochschule für Kirchenmusik Herford, wo er 1983 sein A-Examen ablegte. Er ergänzte seine Studien durch Meisterkurse in Paris bei Gaston Litaize, Odile Pierre, Jean Guillou und Jean Langlais.

## Kirchenämter
- 1982–2001 Kantor und Organist an der Brüdernkirche St. Ulrici in Braunschweig
- seit 2001 Gruppenkantorat Ost der Propstei Braunschweig und Kantor der Klosterkirche St. Maria Riddagshausen

## Konzerttätigkeit
Hans-Dieter Karras konzertierte in den meisten europäischen Ländern, in Russland, Nord- und Südamerika, Westafrika und Ozeanien. Als Pianist und Organist arbeitet er darüber hinaus als Kammermusik- und Liedbegleiter. 
Seine Kompositionen erschienen bei den Verlagen Prospect, Darcey Press und Edition Sonox, CD-Aufnahmen mit Hans-Dieter Karras wurden bei den Labels Prospect und Sicus Klassik veröffentlicht.

## Kompositionen
- Sonata da chiesa per flauto e organo
- Concerto in fine tempore für Flöte und Streichorchester
- Symphonie Nr. 1 für Sopran solo, Pauken und Streichorchester
- Symphonie Nr. 2 „Dresdner“ für Orgel, Klavier und großes Orchester
- Symphonie Nr. 3 „Bilder aus Honduras“ für großes Orchester
- Symphonie Nr. 4 „Sinfonia concertante“ für Klavier und Kammerorchester
- Symphonie Nr. 5 „Das Lied von den Engeln“ für Soli, Chor und großes Orchester
- Symphonie Nr. 6 „Sacra“ für vier Orchestergruppen, gregorianische Choralscholen und Orgel
- Streichquartett No. 1
- Concerto Brunsvigensis I für vier Querflöten oder zwei Querflöten und Streichorchester
- Tryptique für Orgel oder Saxophon (auch Horn) und Orgel
- Sonata impressionistique für Oboe (auch Flöte oder Violine) und Orgel
- Concerto Brunsvigensis II
- Fantasia Argentina für Violine solo
- Jesaja Kantate für Sopran oder Tenor solo, Chor und Kammerorchester
- Introit für Orgel, „prospect“
- Festival Evensong in C für Chor und Orgel, „prospect“
- Missa St. Laurentius für Soli, Chor und Orgel (Orchester), „prospect“
- Partita „Verleih uns Frieden gnädiglich“ für Orgel
- Partita „Unser Herrscher“ für Orgel, „darcey press“
- Partita „Werde munter mein Gemüte“ für Orgel (es handelt sich um die Melodie von J. S. Bachs Jesus bleibet meine Freude), „darcey press“
- Partita „Charlestown“ für Orgel (Amerikanisches Volkslied, 1799), „darcey press“
- Partita „Nun komm, der Heiden Heiland“ für Orgel, „darcey press“
- Partita „Liebster Jesu, wir sind hier“ für Orgel, „darcey press“
- zahlreiche weitere Werke

## Diskographie
- Theodore Dubois: Das gesamte Orgelwerk (fünf Ausgaben von geplanten sieben an der Cavaillé-Coll-Orgel der Madeleine zu Paris)
- Arthur William Foote: Das gesamte Orgelwerk (Doppel-CD an der Aeolian-Skinner/Fritz-Noack-Orgel der Episcopal Church of the Incarnation, Dallas, Texas)
- Highlights der Orgelmusik, Werke im Original und Bearbeitung von Bach, Lang, Humperdinck, Karg-Elert, Elgar, Mozart, Wagner, Albinoni, Vierne, Archer und Widor
- Große Orgelwerke von Bach, Grigny, Renner und Guilmant aus der Brüdernkirche Braunschweig
- Joseph Jongen: Symphonie concertante op. 81 für Orgel und Orchester
- Weihnachtliche Orgelmusik der Romantik – Volume 1: Deutschland, Werke von Reger, Weidenhagen, Herzogenberg, Liszt, Laurischkus, Führer, Adler, Kraft und Merkel
- Orgelmusik von Acht bis Mitternacht: Live-Konzertmitschnitte der Reihe in Braunschweigs Brüdernkirche 1990–1999
- Ave Maria im Spiegel der Zeiten: 33 Ave-Maria-Vertonungen aus fünf Jahrhunderten; Ingeborg Hischer (Mezzosopran), Hans-Dieter Karras (Orgel); 2 CDs SICUS Klassik
- Arien und Kantaten des Barock von Vivaldi, J. S. Bach, J. Chr. Bach, Händel; Ingeborg Hischer (Mezzosopran), Hans-Dieter Karras (Orgel), Concertino Braunschweig; CD SICUS Klassik
- Suiten für Orgel aus vier Jahrhunderten, Volume 1: Werke von Froberger, Clérambault, Bach, Boëllmann, de Séverac, Young; CD SICUS Klassik